# Kirnitzschtalbahn
| |                                    |                                                                      |                                                                      |
| Kursbuchstrecke (DB): | 12245, ehemals 980                 |                                                                      |                                                                      |
| Streckenlänge: | bis 1969: 8,3 km seit 1969: 7,9 km |                                                                      |                                                                      |
| Spurweite: | 1000 mm (Meterspur)                |                                                                      |                                                                      |
| Stromsystem: | 600 Volt =                         |                                                                      |                                                                      |
| |                                    |                                                                      |                                                                      |
| \| \| 0,0 \| Hotel Lindenhof (bis 1969) \| Hotel Lindenhof (bis 1969) \| \| \| 0,4 \| Bad Schandau Kurpark (bis 1969 Stadtmühlenplatz, bis 2013 Stadtpark) \| Bad Schandau Kurpark (bis 1969 Stadtmühlenplatz, bis 2013 Stadtpark) \| \| \| \| Forellenbrücke (bis 1969) \| \| \| \| \| Botanischer Garten (ehemals Pflanzengarten, ehemals Ostrauer Brücke) \| \| \| \| \| Depot \| \| \| \| \| Depotweiche \| \| \| \| \| Waldhäus’l (ehemals Waldhäusel) \| \| \| \| \| Ostrauer Mühle/Zeltplatz \| \| \| \| \| Mittelndorfer Mühle \| \| \| \| \| Forsthaus \| \| \| \| \| Schneiderweiche \| \| \| \| \| Nasser Grund \| \| \| \| 7,5 \| Beuthenfall \| Beuthenfall \| \| \| 8,3 \| Lichtenhainer Wasserfall \| Lichtenhainer Wasserfall \| |                                    |                                                                      |                                                                      |
| U-Bahn-Kopfbahnhof Streckenanfang (Strecke außer Betrieb) | 0,0                                | Hotel Lindenhof (bis 1969)                                           | Hotel Lindenhof (bis 1969)                                           |
| U-Bahn-Kopfbahnhof Strecke bis hier außer Betrieb | 0,4                                | Bad Schandau Kurpark (bis 1969 Stadtmühlenplatz, bis 2013 Stadtpark) | Bad Schandau Kurpark (bis 1969 Stadtmühlenplatz, bis 2013 Stadtpark) |
| ehemaliger U-Bahn-Haltepunkt / Haltestelle |                                    | Forellenbrücke (bis 1969)                                            | Forellenbrücke (bis 1969)                                            |
| U-Bahn-Haltepunkt / Haltestelle |                                    | Botanischer Garten (ehemals Pflanzengarten, ehemals Ostrauer Brücke) | Botanischer Garten (ehemals Pflanzengarten, ehemals Ostrauer Brücke) |
| U-Bahn-Betriebs-/Güterbahnhof Streckenanfang und quer · U-Bahn-Abzweig geradeaus und nach rechts |                                    | Depot                                                                | Depot                                                                |
| U-Bahn-Dienststation / Betriebs- oder Güterbahnhof |                                    | Depotweiche                                                          | Depotweiche                                                          |
| U-Bahn-Haltepunkt / Haltestelle |                                    | Waldhäus’l (ehemals Waldhäusel)                                      | Waldhäus’l (ehemals Waldhäusel)                                      |
| U-Bahn-Haltepunkt / Haltestelle |                                    | Ostrauer Mühle/Zeltplatz                                             | Ostrauer Mühle/Zeltplatz                                             |
| U-Bahn-Haltepunkt / Haltestelle |                                    | Mittelndorfer Mühle                                                  | Mittelndorfer Mühle                                                  |
| U-Bahn-Haltepunkt / Haltestelle |                                    | Forsthaus                                                            | Forsthaus                                                            |
| U-Bahn-Dienststation / Betriebs- oder Güterbahnhof |                                    | Schneiderweiche                                                      | Schneiderweiche                                                      |
| U-Bahn-Haltepunkt / Haltestelle |                                    | Nasser Grund                                                         | Nasser Grund                                                         |
| U-Bahn-Haltepunkt / Haltestelle | 7,5                                | Beuthenfall                                                          | Beuthenfall                                                          |
| U-Bahn-Kopfbahnhof Streckenende | 8,3                                | Lichtenhainer Wasserfall                                             | Lichtenhainer Wasserfall                                             |

Koordinaten: 50° 55′ 16″ N, 14° 9′ 29,8″ O

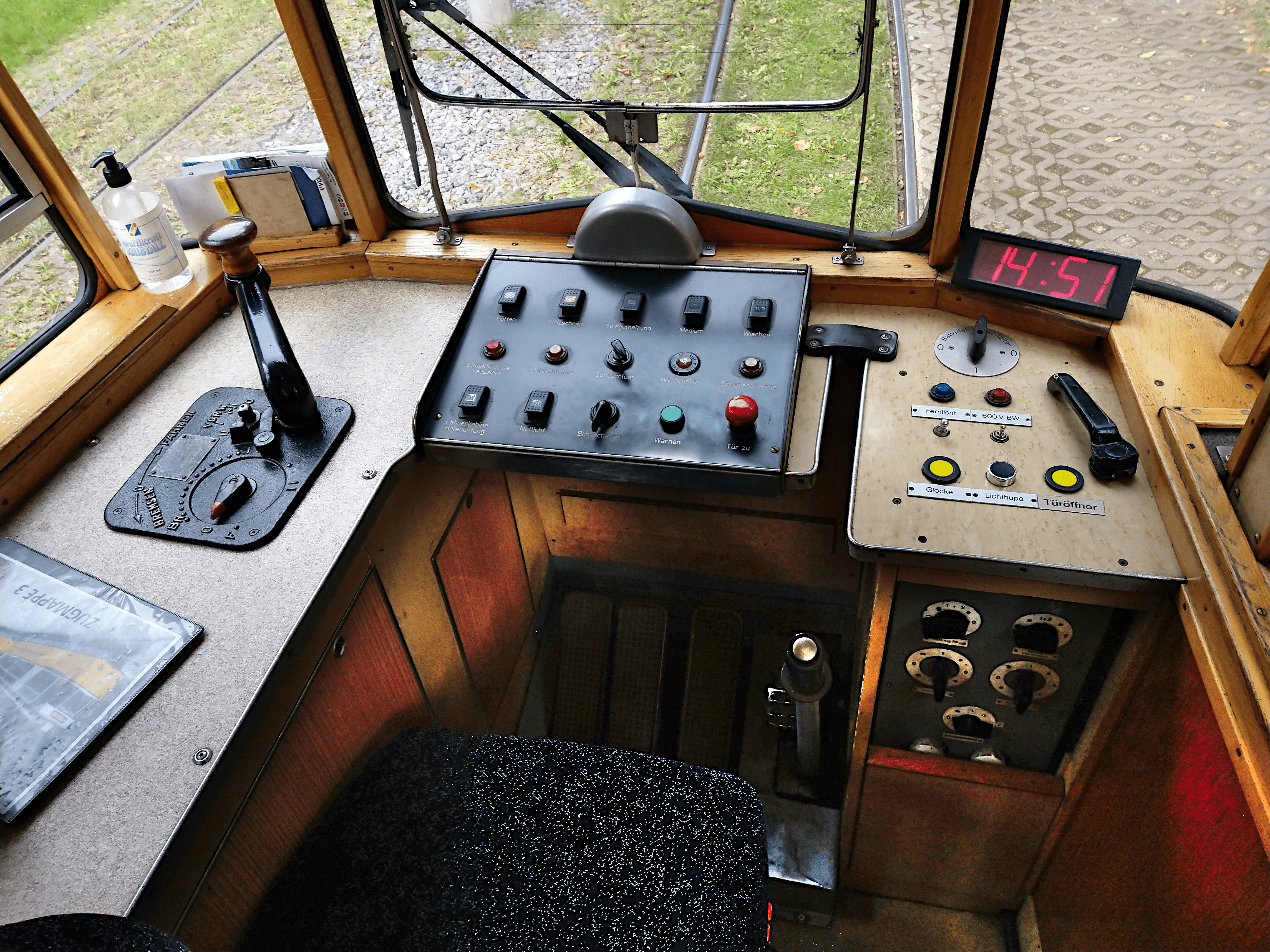
Führerstand eines Triebwagens

Die Kirnitzschtalbahn ist eine Überlandstraßenbahn in der Sächsischen Schweiz in Sachsen. Die meterspurige Bahn verkehrt von Bad Schandau durch das Kirnitzschtal bis zum Lichtenhainer Wasserfall. Die seit 1898 verkehrende Bahn führt in den Nationalpark Sächsische Schweiz und dient somit vorrangig touristischen Zwecken. Sie wird von der Regionalverkehr Sächsische Schweiz-Osterzgebirge GmbH (RVSOE) unter der Linienbezeichnung K betrieben, wobei diese nicht an den Fahrzeugen angeschrieben steht. Mit knapp acht Kilometern Länge ist die Kirnitzschtalbahn der kleinste sächsische Straßenbahnbetrieb.

## Streckenbeschreibung

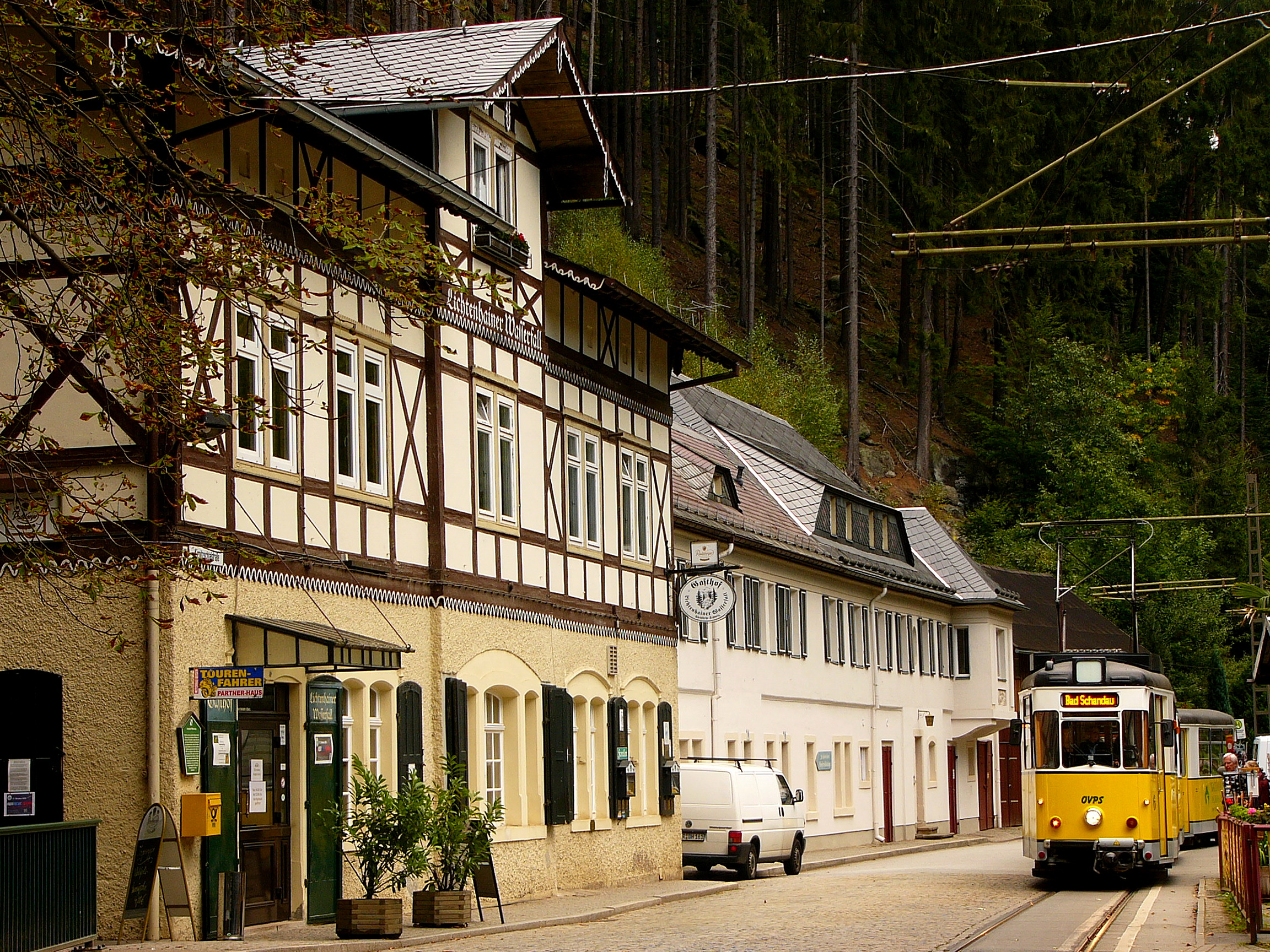
Die Kirnitzschtalbahn am Lichtenhainer Wasserfall

Die Kirnitzschtalbahn beginnt am Kurpark in Bad Schandau und endet am Lichtenhainer Wasserfall südlich des Sebnitzer Ortsteils Lichtenhain, unterwegs werden sieben weitere Haltestellen bedient. Die gesamte Strecke ist eingleisig und in Seitenlage zur sächsischen Staatsstraße 165 (Kirnitzschtalstraße) angelegt. Etwas außerhalb von Bad Schandau, zwischen der zweiten und der dritten Haltestelle, befindet sich direkt an der Strecke das Depot. Kreuzungen können an den zwei Ausweichstellen stattfinden, diese befinden sich am Depot (sogenannte Depotweiche) sowie auf freier Strecke zwischen den Haltestellen Forsthaus und Nasser Grund (sogenannte Schneiderweiche). An beiden Endpunkten ist ferner je ein Umsetzgleis vorhanden.

## Geschichte

### Vorgeschichte
Um den Fremdenverkehr zu fördern, kamen bereits um 1870 erste Pläne zum Bau einer Pferdebahn durch das Kirnitzschtal auf. 1893 wurde das „Executiv-Comite zum Bau und Betrieb einer Straßenbahn mit Motorantrieb von Schandau über den Lichtenhainer Wasserfall bis zur Kirnitzschschänke“ gegründet. Es sollte eine entsprechende Strecke vom Schandauer Bahnhof über Lichtenhainer Wasserfall, Felsenmühle und Neumann-Mühle zur Kirnitzschtalschenke in Hinterdittersbach an der sächsisch-böhmischen Grenze errichtet werden. Geplant war zudem eine Weiterführung über Rainwiese (Mezní Louka), Herrnskretschen zurück nach Schandau als Ringlinie.
Am 22. Dezember 1893 wurde die Strecke genehmigt, am 7. März 1894 stimmte der Schandauer Stadtrat zu. Die Bauarbeiten sollten von der Continentalen Gesellschaft für elektrische Unternehmungen Nürnberg durchgeführt werden. Strittig blieb jedoch aus Kostengründen die Antriebsart – die sächsische Regierung lehnte den Betrieb mit Dampflokomotiven ab, der Schandauer Stadtrat dagegen wollte diese nicht ausschließen. Da diverse Auflagen einen Baubeginn bis zum 1. April 1897 forderten, wurden bis Mai 1897 erst einmal die Gleise verlegt. Die Entscheidung für die Antriebsart dauerte noch bis 1898 – erst am 10. Januar 1898 wurde mit dem Bau des Kraftwerks begonnen.
Gebaut wurde letztendlich aber nur die Strecke zum Lichtenhainer Wasserfall. Die ursprünglich geplante Streckenführung wurde aus Kostengründen auch später nicht realisiert. Die Strecke vom Schandauer Bahnhof in die Innenstadt wurde auf Grund von Protesten der ortsansässigen Händler, Fährleute und Gastwirte nie gebaut, so dass der geplante Güterverkehr nie aufgenommen wurde. Der Berufsverkehr spielte deshalb keine Rolle.

### Streckeneröffnung

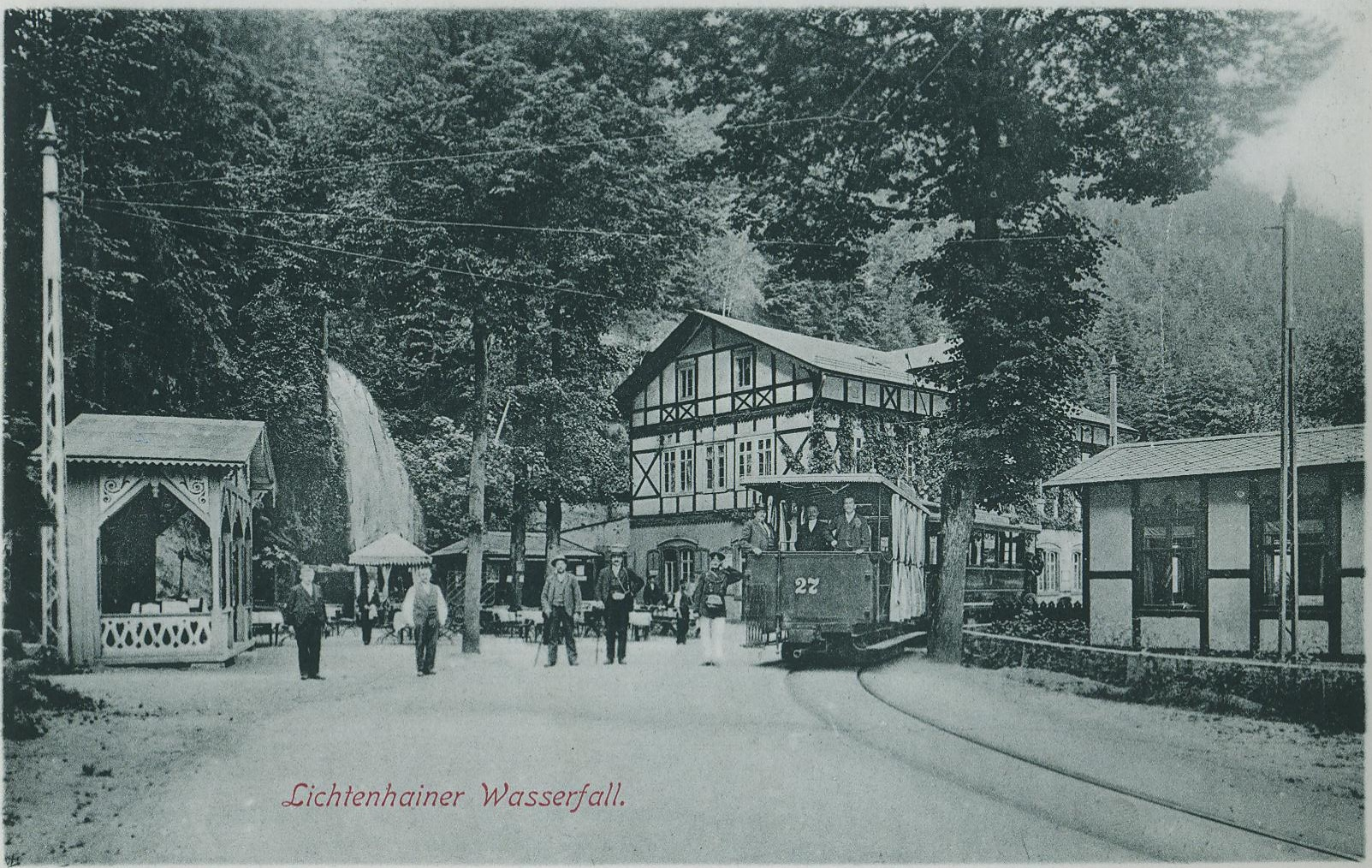
Endstation Lichtenhainer Wasserfall um 1910

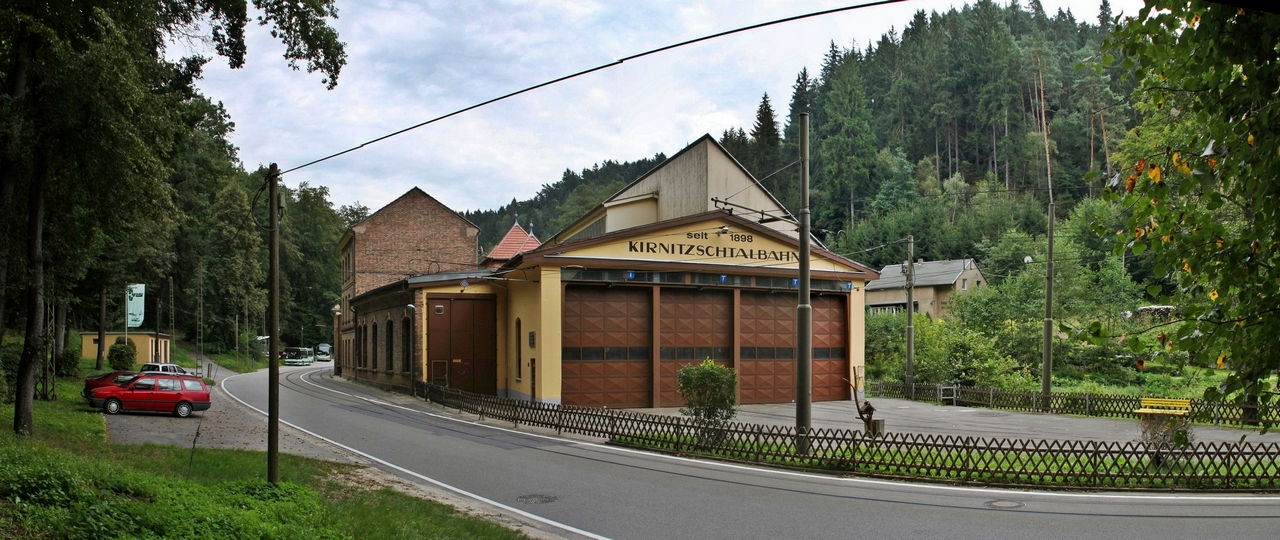
Depot der Kirnitzschtalbahn (2011)

Im Mai 1898 trafen die ersten sechs Triebwagen ein, gebaut bei der Waggon- und Maschinenfabrik AG vorm. Busch, Bautzen. Am 27. Mai 1898 (Pfingstsamstag) um 12:00 Uhr, fuhren die ersten Wagen vom Zentrum in Schandau zum Lichtenhainer Wasserfall, wobei sich die Fahrtzeit wegen einiger Entgleisungen auf circa 45 Minuten verlängerte. Die Kirnitzschtalbahn war von Beginn an eine reine Ausflugsbahn; sie verkehrte damals nur von Mai bis Oktober. Im Eröffnungsjahr konnten bereits 80.000 Fahrgäste gezählt werden.

### Anfangszeit, Probleme
Nach der Streckeneröffnung blieben die Entgleisungen allerdings ein Problem – jeder Wagen führte deshalb eine Winde und Holzklötze mit. Jedoch machten recht häufig Schäden an den Fahrmotoren und den Stangenstromabnehmern den Betrieb problematisch. Trotzdem stiegen die Fahrgastzahlen bis circa 1920 auf 200.000, auch die schwachen Fahrgastzahlen im Ersten Weltkrieg und die Inflationszeit wurden überstanden.
Die Nacht vom 26. auf den 27. Juli 1927 war eines der schwerwiegendsten Ereignisse der Kirnitzschtalbahn, damals vernichtete ein Brand das Depot und den ganzen Fahrzeugpark. Der Betrieb stand – mitten in der Hauptsaison – circa zwei Wochen still. In dieser Zeit gab es erste Stilllegungspläne. Erst zum 12. August 1927 gelang es, den Betrieb mit geliehenen Wagen von der Lößnitzbahn wieder aufzunehmen. Diese verkehrten dann bis zum Saisonende am 31. Oktober 1927 im Kirnitzschtal. Zum Saisonbeginn 1928 standen dann wieder elf eigene Neufahrzeuge von MAN zur Verfügung.
1939 stand wieder einmal die Stilllegung der Bahn zur Debatte, eine Umstellung auf Oberleitungsbus-Betrieb war geplant. Durch den Ausbruch des Zweiten Weltkrieges zerschlugen sich die Pläne. Am 6. Mai 1945 wurde der Verkehr kriegsbedingt eingestellt.

### Nachkriegszeit, zeitweilige Einstellungen
Am 7. Juni 1945 wurde der Verkehr wieder aufgenommen.
Am 23. Juni 1969 wurde die Kirnitzschtalbahn um circa 350 Meter Strecke auf ihre heutige Streckenlänge verkürzt. Damals wurde die Innenstadtstrecke in Bad Schandau wegen des zunehmenden Verkehrsaufkommens stillgelegt. Neben der früheren Endhaltestelle Hotel Lindenhof wurde damals auch die Zwischenstation Forellenbrücke aufgelassen. Gleichzeitig wurde die neue Umsetzendstelle Stadtmühlenplatz – jetzt Kurpark – in Betrieb genommen.
Nur kurz nach der Verkürzung geschah am 21. Juli 1969 ein weiteres Unglück: Damals stürzte ein Triebwagen durch eine Spurerweiterung um und stürzte die Kirnitzschböschung hinab – alle Insassen wurden verletzt. Nach Überprüfung der Strecke wurde diese wegen weiterer Oberbaumängel amtlich gesperrt. Die Reparatur wurde durch Materialknappheit und weitere planwirtschaftliche Faktoren immer weiter verzögert, so dass der Verkehr erst am 25. Juli 1972 wieder teilweise eröffnet werden konnte. Weitergehende Oberbauerneuerungen unterblieben jedoch. 1973 ereignete sich ein Frontalzusammenprall zweier Triebwagen.
Infolgedessen wurde noch im gleichen Jahr das noch angewandte Zugstabsystem eingeführt. Bei diesem Verfahren darf immer nur diejenige Bahn einen bestimmten Streckenabschnitt befahren, deren Fahrer den entsprechenden Stab für den betreffenden Teilabschnitt hat. Die Strecke ist dabei in die drei Teilabschnitte Kurpark – Depotweiche, Depotweiche – Schneiderweiche und Schneiderweiche – Lichtenhainer Wasserfall unterteilt.
1982 konnte eine erneute Betriebseinstellung kurzfristig abgewendet werden. Nachdem jedoch 1985 ein Zug entgleiste und die Strecke erneut besichtigt wurde, musste der Verkehr wegen weiterer Gleisschäden sowie Korrosionsschäden an den Oberleitungsmasten wieder eingestellt werden. Der Betreiber VEB Kraftverkehr Pirna strebte eine Stilllegung an. Nach massiven Protesten aus der Bevölkerung konnte diese jedoch nicht durchgeführt werden.

### Seit 1986

Fahrplan im Kursbuch der Deutschen Reichsbahn von 1989

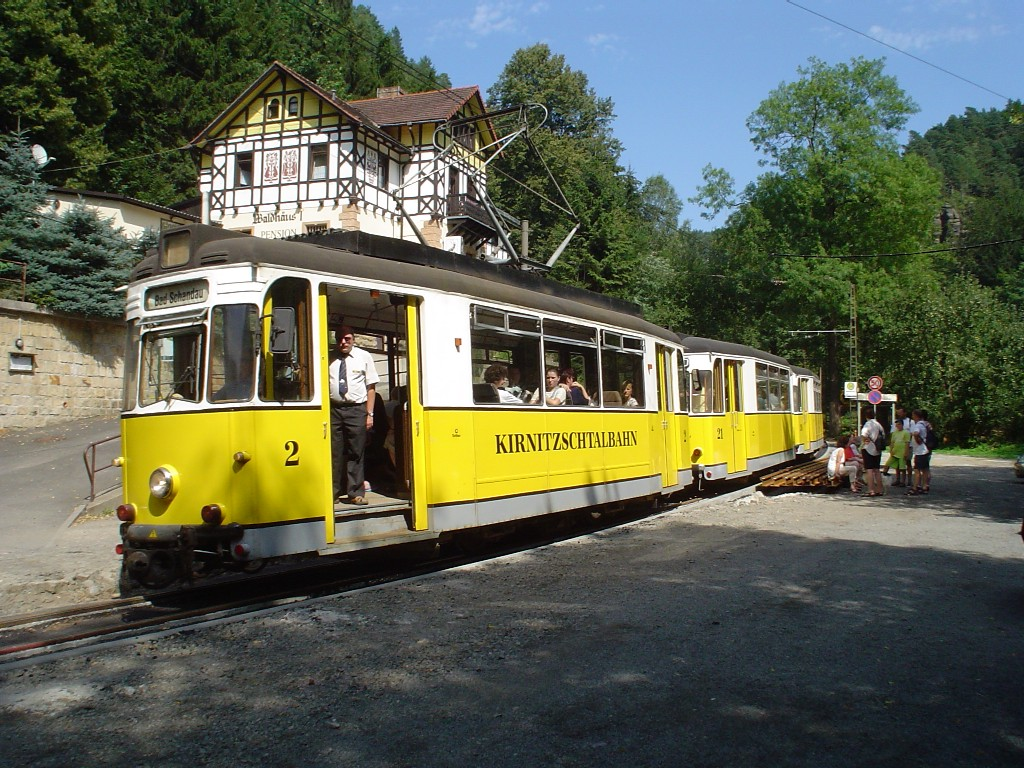
Ein Dreiwagenzug an der Haltestelle Waldhäus’l, 2003

In den Jahren 1986 bis 1990 wurden die Betriebsanlagen der Kirnitzschtalbahn umfassend erneuert. Am 16. August 1986 konnte der Betrieb teilweise wieder aufgenommen werden. Die komplette Strecke wurde 1990 wiedereröffnet. 1994 wurde eine Photovoltaikanlage in Betrieb genommen, mit der ein Teil des Fahrstromes gewonnen wird. Eine weitere Rekonstruktion der Strecke fand 2003/2004 statt. Die Kirnitzschtalbahn fährt das ganze Jahr hindurch, im Winter ein Kurs alle 70 Minuten und im Sommer drei Kurse im 30-Minuten-Takt. Parallel zur Bahn verkehrt außerdem eine häufig bediente Buslinie durch das Kirnitzschtal.
Am 7. August 2010 war das Kirnitzschtal von einem schweren Hochwasser betroffen. Die Strecke wurde teilweise unterspült, Stützmauern wurden beschädigt. Der komplette historische Wagenpark erlitt Motorschäden, sodass der Betrieb der Bahn vorläufig eingestellt wurde. Seit dem 28. August 2010 wurde der Linienbetrieb mit Einschränkungen zwischen Kurpark und Beuthenfall nach einem Sonderfahrplan wieder aufgenommen, der übliche 30-Minuten-Takt war jedoch gewährleistet. Im Dezember 2010 bewilligte die Landesdirektion Dresden Fördermittel in Höhe von 1,8 Millionen Euro zur Beseitigung der Hochwasserschäden. Seit dem 14. Dezember 2012 fährt die Bahn wieder bis zur Endhaltestelle Lichtenhainer Wasserfall.
Im Regionalplan Oberes Elbtal/Osterzgebirge ist das folgende Planungsziel enthalten: „Die Kirnitzschtalbahn soll als ein historisch bedeutsames Verkehrsmittel zur Erschließung von Teilen der Sächsischen Schweiz erhalten und über die gegenwärtigen Endpunkte hinaus zur Elbe (Fähre, S-Bahn, Sächsische Dampfschiffahrt) beziehungsweise zur Neumannmühle verlängert werden.“ Auf der Mobilitätskonferenz Sächsische Schweiz am 22. April 2022 wurden die Ergebnisse der Machbarkeitsstudie zur Kirnitzschtalbahn-Verlängerung – sowohl flussaufwärts bis zur Neumannmühle, als auch über die Elbe in Richtung des Bahnhofs Bad Schandau – vorgestellt. Im Kontext der Sperrung der Straßenbrücke über die Elbe in Bad Schandau und dem erforderlichen Ersatzneubau bekam das Thema „Kirnitzschtalbahn-Verlängerung“ im Februar 2025 erneut Aufmerksamkeit.

### Fahrgastzahlen
- 1898: ca. 80.000
- 1922: ca. 200.000
- 2008: 209.721
- 2009: 203.118
- 2010: 155.817 (eingeschränkter Betrieb aufgrund von Hochwasserschäden)
- 2011: 170.794 (eingeschränkter Betrieb aufgrund von Hochwasserschäden)
- 2012: 191.964 (eingeschränkter Betrieb aufgrund von Hochwasserschäden)
- 2016: 201.278[7]
- 2018: 235.059[8]
- 2020: 225.000[9]
- 2021: 152.663[10]
- 2022: 108.975[11]

Fahrgastzahlen 2008–2012, Quelle: Landratsamt Pirna

## Fahrzeuge

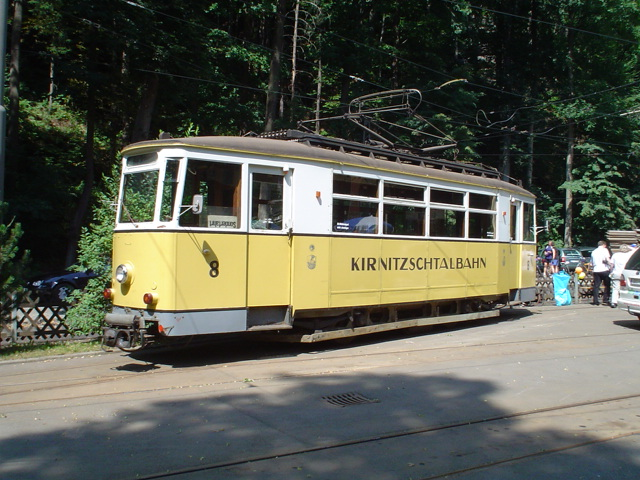
Der historische Triebwagen 8 (Baujahr 1938) vor dem Depot

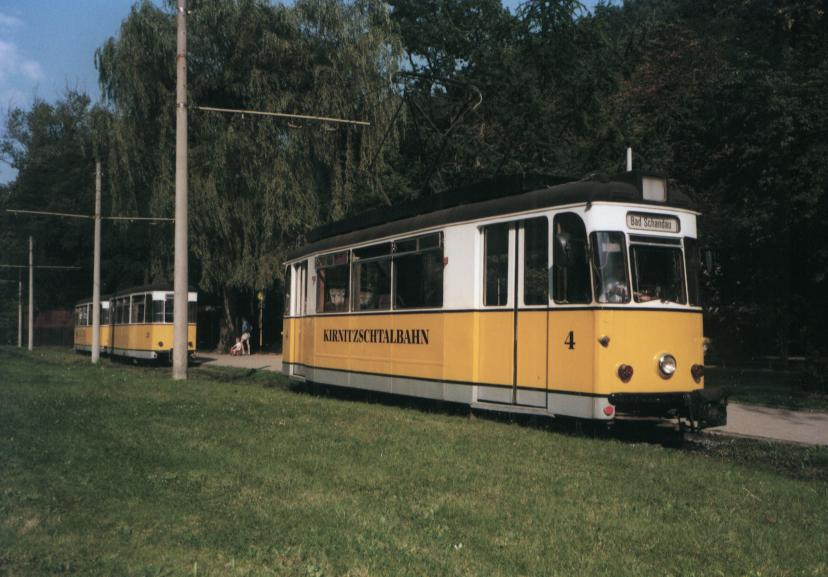
Ein Gothawagen beim Umsetzen in Bad Schandau

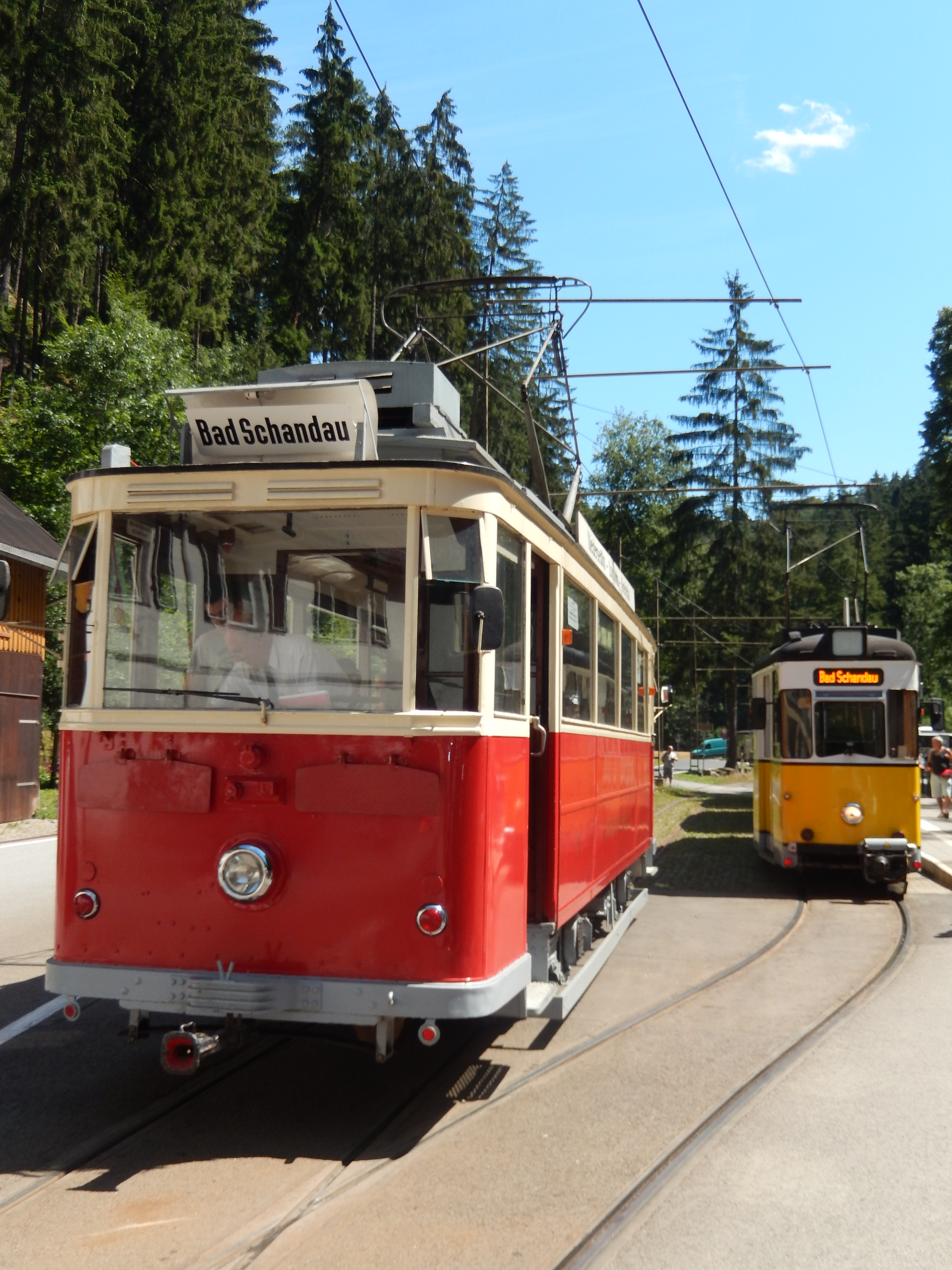
Wagen Nr. 9 am 29. Juli 2018

Der anfängliche Wagenpark bestand aus sechs verglasten Triebwagen und sechs Beiwagen ohne Scheiben mit Vorhängen. Diese Fahrzeuge wurden von der Waggon- und Maschinenfabrik AG vorm. Busch, Bautzen gebaut. Alle zwölf Fahrzeuge fielen dem Depotbrand vom 27. Juli 1927 zum Opfer und mussten ab dem 12. August 1927 durch Leihfahrzeuge von der Lößnitzbahn ersetzt werden. 1928 konnten die Lößnitzbahnfahrzeuge wieder zurück nach Radebeul gehen, elf neue MAN-Trieb- und Beiwagen waren in Bad Schandau angekommen. Nur ein „Lößnitzbahner“, eine Leihgabe, blieb als Arbeitsfahrzeug vorhanden und ging 1954, als die Verschrottung seiner Geschwister schon über 20 Jahre her war, zur Lockwitztalbahn, wo er bis 1968 im Linienverkehr im Einsatz stand.
1977 übernahm die Kirnitzschtalbahn fünf Triebwagen der Lockwitztalbahn, die nach deren Stilllegung nicht mehr benötigt wurden. Die Fahrzeuge wurden zwischen 1938 und 1944 für die Straßenbahn Erfurt gebaut, aus diesem Grund hießen sie „die Erfurter“. Diese Wagen erhielten um 1984/1985 Kupplungen für normale Einheitsbeiwagen. 1984 kamen Einrichtungsbeiwagen des Typs B2-62 im Depot an. Bei diesen Beiwagen wurde der Leipziger Wagenkasten auf ein Fahrgestell eines Hallenser Fahrzeugs gesetzt.
Zwischen 1992 und 1996 wurden drei Gotha-Zweirichtungstriebwagen von der Plauener Straßenbahn und ein weiterer von der Zwickauer Straßenbahn übernommen. Zwei weitere Gotha-Beiwagen aus Zwickau wurden in den Jahren 1996 und 1997 übernommen. Alle vorhandenen Gotha-Fahrzeuge wurden in den 1990er Jahren umfassend modernisiert. Damit konnten die „Erfurter“ vollständig ersetzt werden. Im Jahr 2007 kam der ehemalige Wagen 103 der Jenaer Nahverkehrsgesellschaft hinzu. Dieser Wagen war zwischenzeitlich vor dem Bahnhofsgebäude von Radeburg an der Lößnitzgrundbahn ausgestellt.
Durch das Hochwasser im Sommer 2010 wurden die Triebwagen 5, 8 und 9 sowie der Beiwagen 12 beschädigt. Für den schwer beschädigten Triebwagen 9 wurde ein Spendenaufruf gestartet. Das Fahrzeug ist wieder repariert und ist seit März 2012 betriebsbereit.

### Gastfahrzeuge
Im Jahr 1993 war erstmals ein Niederflurwagen bei der Kirnitzschtalbahn zu Gast. Dies war der MGT6D 500 der Straßenbahn Halle (Saale), er war vom 13. Juli bis zum 19. August im Einsatz. Ein Fahrzeug des gleichen Typs, Wagen 612, sowie der historische Triebwagen 21 der Plauener Straßenbahn waren im Jahr 1998 auf der Fahrzeugschau „100 Jahre Kirnitzschtal“ im Einsatz. Die Beschaffung von Niederflurwagen scheiterte allerdings an der Finanzierung der Fahrzeuge und den Folgekosten für den Streckenumbau.

### Verbleib weiterer Fahrzeuge
Der historische Triebwagen 6, 1943 von der Gothaer Waggonfabrik gebaut, wurde 1993 an das Straßenbahnmuseum Halle nach Halle (Saale) abgegeben und wird dort als einsatzfähiger historischer Wagen erhalten. Der Beiwagen 13 (MAN, 1928) gelangte nach Cottbus.

## Besonderheiten
- Von 1904 bis 1921 wurde der Personenaufzug Bad Schandau mit Strom aus der Oberleitung der Bahn versorgt.
- Die Kirnitzschtalbahn ist neben der Straßenbahn Naumburg der zweite deutsche Straßenbahnbetrieb, der ausschließlich zweiachsige Fahrzeuge älterer Bauart einsetzt.
- Eine weitere Besonderheit ist die circa 360 Quadratmeter große Photovoltaikanlage auf dem Dach des Betriebshofs, die insgesamt etwa ein Fünftel des für den Betrieb der Bahn benötigten elektrischen Stroms erzeugt.[17] Die erste Solaranlage wurde bereits 1994 errichtet.
- Ungewöhnlich ist die Gleisführung in Seitenlage der Straße (in Richtung Lichtenhainer Wasserfall gesehen rechts), wie sie früher bei vielen eingleisigen Straßenbahnstrecken üblich war. Deshalb kommen die in Richtung Bad Schandau fahrenden Straßenbahnzüge dem normalen Fahrzeugverkehr auf der „falschen“ Seite entgegen, was eine erhöhte Aufmerksamkeit der Autofahrer erfordert.
- Obwohl es sich bei den Wagen der Kirnitzschtalbahn um Zweirichtungsfahrzeuge handelt, werden nur die Türen auf der bergwärts gesehen rechten Seite benutzt. Die Beiwagen haben nur einseitig Türen. Dies ist möglich, weil sich bei der Kirnitzschtalbahn alle Haltestellen auf der gleichen Seite befinden. Diese seltene Betriebsform (Zweirichtungsbetrieb mit einseitigen Türen) gibt es auch bei der Drachenfelsbahn, der Straßenbahn Gmunden, der italienischen Bahnstrecke Triest–Opicina sowie in Wales bei der Talyllyn Railway und der Corris Railway.
- Im Jahr 2008 diente die Wagenhalle als Kulisse bei Dreharbeiten zum Film Der Vorleser. Im Film ist eine kurze Szene mit einer fahrenden Straßenbahn am Ortsausgang Bad Schandau zu sehen.
- Die Sendung Eisenbahn-Romantik widmete sich in Folge 115 vom 3. November 1994 der Straßenbahnstrecke.

## Tarif
Wie die übrigen Verkehrsmittel des RVSOE ist auch die Kirnitzschtalbahn in den Verkehrsverbund Oberelbe (VVO) integriert. Im Tarif bezieht sich diese Einbindung jedoch nur auf Zeitkarten, für Einzelfahrkarten und Tageskarten gilt ein erhöhter Sondertarif. Die Kirnitzschtalbahn ist eines der wenigen Verkehrsmittel im VVO, welches nicht Bestandteil des Dresdner Semestertickets ist. Die unentgeltliche Beförderung für Schwerbehinderte wird jedoch anerkannt. Verkauft werden die Fahrkarten vom Fahrpersonal, an Tagen mit hohem Verkehrsaufkommen übernimmt ein Schaffner diese Aufgabe. Das Deutschlandticket gilt als Fahrschein.